# Бресана
Бресана је насеље у Италији у округу Виченца, региону Венето.
Према процени из 2011. у насељу је живело 106 становника. Насеље се налази на надморској висини од 147 м.